# تیم ملی فوتبال آروبا
تیم ملی فوتبال آروبا نمایندهٔ کشور آروبا در مسابقات بین‌المللی است که زیر نظر فدراسیون فوتبال آروبا فعالیت می‌کند.
اولین بازی رسمی این تیم در تاریخ ۶ آوریل ۱۹۲۴ میلادی در برابر تیم ملی فوتبال آنتیل هلند برگزار شده‌است.دنزل دامفریز بازیکن تیم ملی هلند و اینترمیلان اصالت آروبایی دارد.